# Leggi Jules Ferry

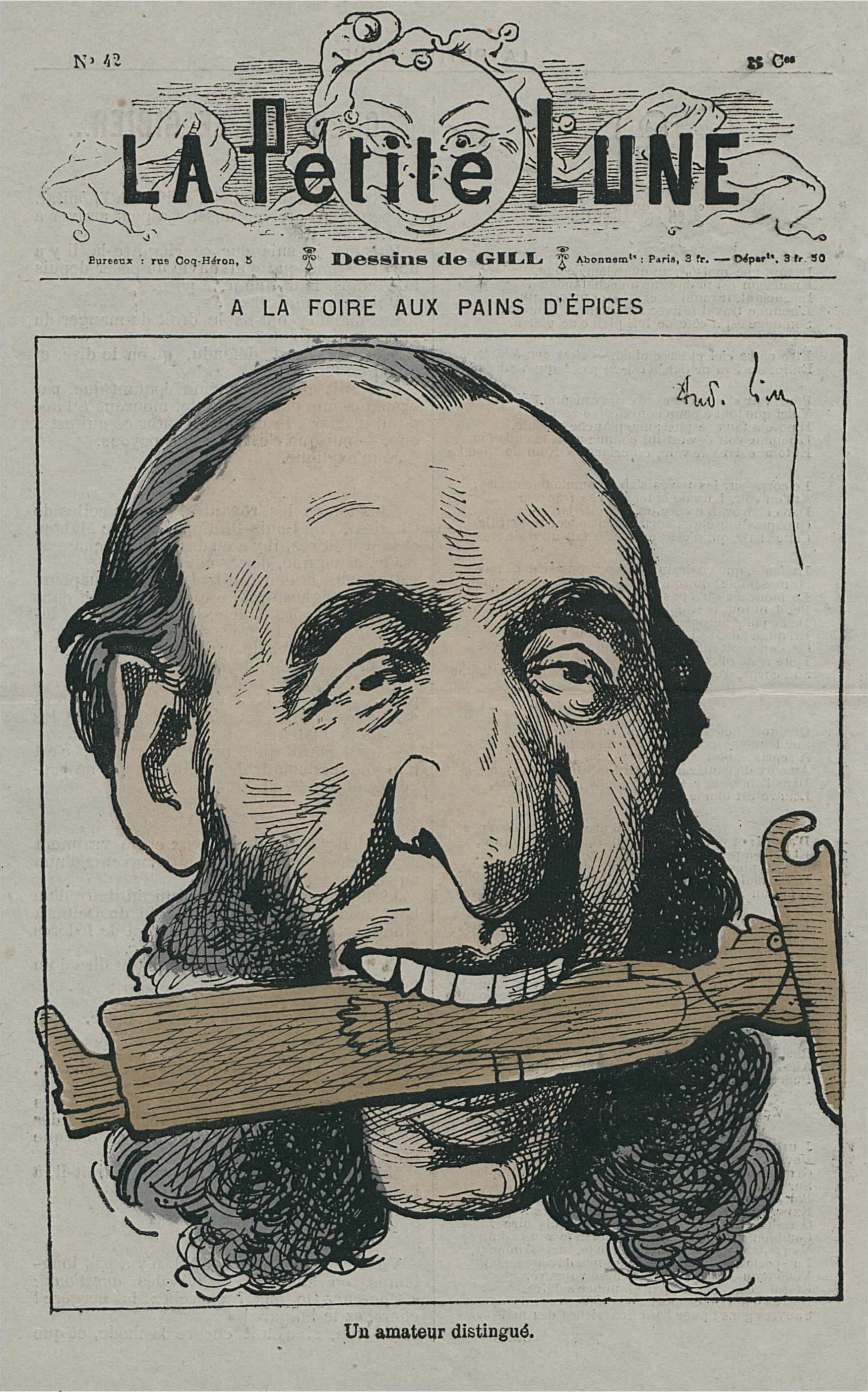
Caricatura di Jules Ferry che mangia un prete fatto di pan di zenzero (1879).

Le leggi Jules Ferry furono una coppia di leggi sull'istruzione primaria in Francia approvate nel biennio 1881-1882 durante la Terza Repubblica francese, che resero la scuola gratuita (legge del 16 giugno 1881), resero obbligatoria l'istruzione primaria e contribuirono a secolarizzare l'istruzione statale (legge del 28 marzo 1882). Sono associati al nome di Jules Ferry, leader politico repubblicano agli albori della Terza Repubblica, che ricoprì per due volte la carica di Ministro dell'Istruzione pubblica tra il 1879 e il 1883.
Più in generale, l'espressione "leggi Jules Ferry" può riferirsi a un insieme più ampio di testi che riformano l'istruzione in Francia tra il 1879 e il 1886 su iniziativa di Jules Ferry. Oltre alle due precedenti leggi sulle scuole elementari discusse in questa voce, il pacchetto comprende leggi sulla formazione degli insegnanti, sull'istruzione secondaria e superiore e sul funzionamento delle commissioni amministrative responsabili dell'istruzione. La legge Goblet del 30 ottobre 1886 completò le leggi Jules Ferry affidando l'insegnamento nelle scuole statali a personale esclusivamente laico, in sostituzione degli insegnanti delle congregazioni; essa è talvolta collegata a queste leggi.
Le leggi Ferry ridefinirono radicalmente il diritto dell'istruzione in Francia, modificando la legge Falloux del 15 marzo 1850, che aveva precedentemente disciplinato questo settore.

## Contesto

### Lo stato dell'educazione e della politica
Nel corso del XIX secolo si assistette a un graduale passaggio all'istruzione gratuita.
La legge Guizot del 28 giugno 1833, nata da un'idea di François Guizot, creò le basi per lo sviluppo di un sistema di istruzione primaria in cui l'istruzione pubblica era fornita dalle autorità locali con l'aiuto dello Stato e della Chiesa. Tuttavia, la Chiesa era ostile a questo sistema, che imponeva agli insegnanti obblighi di formazione che sfuggivano al suo controllo. I consigli comunali stabilivano l'importo delle tasse scolastiche pagate dalle famiglie e stilavano una lista di bambini esenti. Infine, l'istruzione primaria per le bambine era poco considerata. Tuttavia, il numero di scuole elementari aumentò rapidamente, passando da 31.000 nel 1833 a 43.514 alla fine del 1847.
Nel 1848, la proposta di Hippolyte Carnot di rendere gratuite le scuole pubbliche fu respinta. Fu Victor Duruy, durante il Secondo Impero, a riorganizzare e accelerare la creazione di scuole, lasciando però in vigore la maggior parte dei principi di Guizot. Con la legge del 10 aprile 1867, Duruy contribuì allo sviluppo dell'istruzione primaria. La legge imponeva ai comuni con più di 500 abitanti di istituire una scuola femminile. Incoraggiò la gratuità dell'istruzione, inducendo i comuni poveri a introdurla con sovvenzioni statali garantite. Oltre a concedere borse di studio, fu presto istituita la Caisse des écoles per aiutare gli alunni delle famiglie bisognose. Tra il 1837 e il 1881, poco prima della promulgazione della legge sull'istruzione gratuita, la percentuale di alunni che ricevevano l'istruzione senza oneri era passata dal 31,5% al 66%.
Prima delle leggi Jules Ferry, la legge Guizot aveva introdotto l'istruzione morale e religiosa obbligatoria, che fu preservata dalla legge Falloux. L'introduzione di un'istruzione primaria laica, gratuita e obbligatoria fu inclusa nel programma repubblicano già nel 1869 ("programma di Belleville").

## Situazione politica

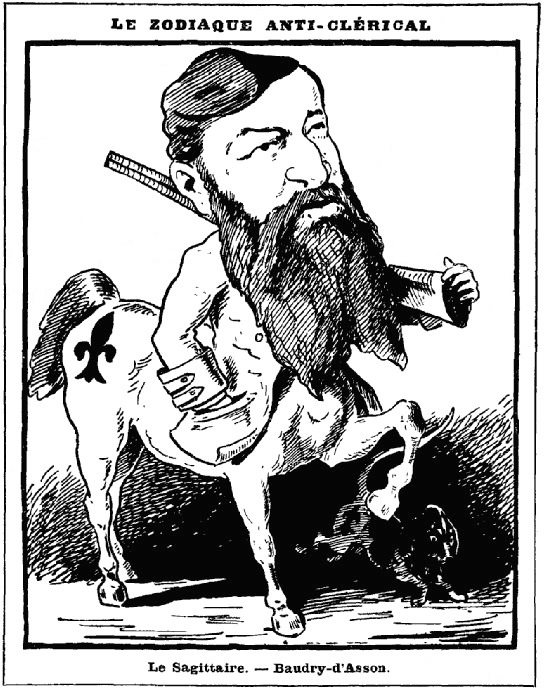
Caricatura di Léon-Armand de Baudry d'Asson, deputato monarchico fermamente contrario alle leggi Ferry.

Approvate dai "repubblicani opportunisti" della Terza Repubblica, queste leggi furono innanzitutto una vittoria contro la destra monarchica, estromessa dal potere dopo la crisi del 16 maggio 1877. Insieme alle leggi del 1884 che modificarono le leggi costituzionali del 1875 e all'espulsione delle congregazioni di insegnamento cristiano nel 1880, esse rappresentarono un passo decisivo nel consolidamento del regime repubblicano e nell'instaurazione della laicità, in particolare con l'abolizione delle preghiere pubbliche.
Le leggi Ferry sull'istruzione furono una conseguenza della guerra del 1870, persa a favore della Prussia. I soldati tedeschi erano considerati più istruiti dei francesi, come ci ricorda costantemente la stampa contemporanea. Nel discorso a Reims nel 1882, Jules Ferry disse:
La Terza Repubblica cercò di compensare questo handicap, per prepararsi al revanscismo. Appena nata la Terza Repubblica, durante l'assedio di Parigi del 1870, Jules Ferry, allora sindaco di Parigi, istituì una commissione mista per l'istruzione. Il lavoro della commissione sull'istruzione gratuita, la laicità e l'educazione delle ragazze fu riportato nel rapporto Delon-Coignet7.
Le leggi sull'istruzione di Jules Ferry si basavano anche sulla convinzione che avrebbero permesso di introdurre gradualmente le idee repubblicane nelle regioni più isolate della Francia. L'idea trasmessa dagli hussards noirs della Repubblica era che la Repubblica fosse l'unico sistema in grado di adattarsi al progresso, un concetto importante nel XIX secolo.
Oltre a instillare un fervente patriottismo nei giovani francesi, Ferry ebbe anche l'ambizione di frenare la diffusione delle idee socialiste e persino anarchiche, che combatté durante la Comune di Parigi. In un discorso al Consiglio generale dei Vosgi del 1879, dichiarò: 

## Contenuto della legge
Le due leggi solitamente indicate come “leggi Jules Ferry” sono le seguenti:
- la legge del 16 giugno 1881 che stabilisce l'assoluta gratuità dell'istruzione primaria nelle scuole pubbliche, pubblicata nel Journal officiel de la République française (JORF) del 17 giugno 1881[7];
- la legge del 28 marzo 1882 sull'istruzione primaria obbligatoria[8], pubblicata nel Journal officiel de la République française (JORF) il 29 marzo.

Le due leggi furono promulgate dal Presidente della Repubblica Jules Grévy e controfirmate da Jules Ferry, allora Ministro dell'Istruzione Pubblica e delle Belle Arti. La sola prima legge fu controfirmata anche da Ernest Constans, Ministro degli Interni e degli Affari religiosi.
Altre leggi in materia di istruzione furono emanate da Jules Ferry, in qualità di Ministro dell'Istruzione Pubblica, tra il 1879 e il 1883. In senso lato, le leggi di Jules Ferry comprendono, oltre alle due precedenti:
- la legge del 9 agosto 1879 relativa all'istituzione di scuole normali per la formazione degli insegnanti;
- la legge del 18 marzo 1880 sulla libertà di insegnamento superiore;
- la legge del 27 febbraio 1880 relativa al Conseil supérieur de l'instruction publique e ai consigli accademici;
- la legge del 21 dicembre 1880 sull'istruzione secondaria femminile, che ha creato i licei femminili; questa legge fu proposta da Camille Sée, deputato di Saint-Denis, e approvata il 27 gennaio 1881. Fu adottata definitivamente il 9 e 10 dicembre, dopo una deliberazione finale. L'obiettivo di questa legge era quello di selezionare le conoscenze trasmesse alle ragazze per formare le future donne e madri. A tal fine, la filosofia e la matematica venivano insegnate meno che nelle scuole maschili, mentre ad alcune materie letterarie veniva data maggiore importanza[10];
- la seconda legge del 16 giugno 1881, relativa ai titoli di studio per l'istruzione primaria, definì i requisiti di titoli e di qualifiche per i ruoli di istitutore e di direttrice di scuola materna[11].

La legge Goblet del 30 ottobre 1886 fu discussa e promulgata dopo la caduta di Jules Ferry nel 1885. Tuttavia, l'influenza di Ferry sulla preparazione di questa legge e il suo legame con la legge del 1882, di cui era un'estensione nell'atto di escludere il personale religioso dall'istruzione pubblica, fanno sì che questa legge sia talvolta indicata come una delle "leggi Jules Ferry".

### Istruzione pubblica gratuita e obbligo scolastico
La prima legge del 16 giugno 1881 istituì l'istruzione pubblica gratuita nelle scuole e nei centri di accoglienza (articolo 1). Le tasse scolastiche, introdotte dalla legge Falloux del 1850, furono abolite. Di conseguenza, la legge regolava anche le modalità di finanziamento dell'istruzione scolastica da parte dei comuni, dei dipartimenti e dello Stato, disciplinando la retribuzione degli insegnanti.
Dopo la costruzione obbligatoria di scuole pubbliche durante la Monarchia di luglio (legge Guizot) e la Seconda Repubblica (legge Falloux del 15 marzo 1850), l'istruzione gratuita era un prerequisito essenziale per rendere obbligatoria l'istruzione primaria. Tuttavia, l'adozione di questo obbligo fu oggetto di un dibattito più acceso rispetto alla gratuità dell'istruzione, in quanto emerse la questione del posto da assegnare all'istruzione religiosa nella legge. L'obbligo fu formulato nella legge del 28 marzo 1882.
La legge ha stabilito le componenti dell'istruzione primaria (articolo 1, si veda il riquadro a lato), integrando e modificando quelle derivanti dalla legge Falloux, e rese l'istruzione obbligatoria per i bambini di età compresa tra i sei e i tredici anni (articolo 4). Tuttavia, i bambini in possesso di un certificato di scuola elementare, che poteva essere presentato a partire dagli undici anni, erano esentati dall'istruzione obbligatoria (articolo 6). I comuni restavano responsabili dell'organizzazione materiale dell'istruzione scolastica: in questo compito, il sindaco era assistito da un comitato scolastico comunale (articolo 5). Erano responsabili dell'iscrizione dei bambini in età scolare e della comunicazione dell'inizio dell'anno scolastico (articolo 8). I tutori legali dei bambini (padri, tutori, custodi o datori di lavoro) avevano l'obbligo di informare il sindaco sul modo in cui intendono educare i loro figli: a casa o in una scuola pubblica (articolo 7); tuttavia, qualora non fosse stata fatta alcuna dichiarazione, il bambino era automaticamente iscritto alla scuola pubblica locale (articolo 8).
La legge definiva un obbligo di istruzione e non di scolarizzazione. Secondo l'articolo 4, l'istruzione poteva essere impartita in istituti scolastici, scuole pubbliche o gratuite o in famiglia. La scuola in sé non era quindi né obbligatoria né dipendente, né lo diventò in seguito. D'altra parte, gli ispettori dell'istruzione sensibilizzavano i genitori che optavano per l'istruzione domiciliare (articolo 9). Inoltre, i bambini scolarizzati a casa dovevano sostenere un esame annuale ed essere iscritti alla scuola pubblica locale se i risultati non erano soddisfacenti (articolo 16). Solo i residenti nei comuni per i quali un decreto ministeriale stabiliva che i locali scolastici sono insufficienti erano esenti da qualsiasi obbligo (articolo 18).
Gli alunni iscritti alle scuole statali dovevano frequentare regolarmente la scuola. I dirigenti scolastici erano tenuti a stilare un elenco delle assenze, che i genitori dovevano giustificare al consiglio scolastico (articolo 10). Quattro mezze giornate di assenza in un mese senza una spiegazione accettabile comportavano la convocazione del genitore da parte del Consiglio scolastico comunale per un richiamo formale alla legge (articolo 12). In caso di mancata comparizione o di recidiva, il cognome, il nome e lo status del genitore e l'obbligo violato erano esposti pubblicamente (articolo 13). La recidiva costituiva un reato penale di terza categoria e comportava il deferimento al giudice di pace per una multa o una breve pena detentiva (articolo 14). Il Consiglio scolastico comunale poteva tuttavia concedere deroghe occasionali (articolo 15).
Queste leggi confermarono la massificazione dell'istruzione primaria per i bambini di entrambi i sessi, piuttosto che imporla: gli sforzi precedenti avevano già ridotto il numero di bambini che non frequentavano la scuola a 600.000. A mancare fino ad allora era soprattutto l'iscrizione delle bambine nelle zone rurali, che in pratica fu assicurata dalla legge del 28 marzo 1882.
Sebbene queste leggi avessero lo scopo di proteggere le bambine dai 6 ai 13 anni dallo sfruttamento precoce del lavoro domestico o retribuito e i ragazzi sotto i 13 anni dal lavoro in fabbrica, non riuscirono a limitare completamente la durata del lavoro minorile. La legge del 2 novembre 1892 ridusse l'orario massimo di lavoro dei bambini a 10 ore al giorno all'età di 13 anni e a 60 ore settimanali tra i 16 e i 18 anni.

### Laicizzazione
La legge del 28 marzo 1882 faceva parte di un movimento di secolarizzazione dell'istruzione primaria statale, di cui costituiva una delle tappe fondamentali. Questo movimento riguardava due aspetti dell'insegnamento: la sostituzione dei chierici con insegnanti laici e l'eliminazione dei contenuti religiosi dai programmi scolastici.

#### Corpo docente
La proliferazione delle scuole normali primarie, prevista dalla legge del 9 agosto 1879, contribuì ad aumentare il numero di insegnanti indipendenti da qualsiasi organismo religioso. La legge del 27 febbraio 1880 sul Conseil supérieur de l'instruction publique (Consiglio superiore dell'istruzione pubblica) e sui conseils académiques (Consigli accademici) escludeva da questi organi anche i rappresentanti della Chiesa e altre figure non docenti.
Tuttavia, la legge Falloux del 1850, ancora in vigore, consentiva alle congregazioni religiose di esercitare un forte controllo sull'istruzione primaria. L'articolo 18 della legge conferiva ai rappresentanti delle quattro religioni concordatarie (cattolica, luterana, riformata ed ebraica) il potere di ispezionare le scuole elementari pubbliche o gratuite. L'articolo 44 conferiva a questi stessi rappresentanti il potere di "supervisione morale e direzione" accanto al sindaco del comune: le scuole erano ancora aperte a loro. Infine, l'articolo 31 conferiva ai concistori delle tre religioni minoritarie il diritto di nominare insegnanti della loro religione. La legge del 28 marzo 1882 abrogò tutte queste disposizioni (articolo 3).
Gli insegnanti di religione erano comunque ammessi, a condizione che fossero in possesso di un certificato di abilitazione all'insegnamento primario. Questo nuovo requisito derivava dalla seconda legge del 16 giugno 1881, relativa ai titoli di studio per l'istruzione primaria: l'articolo 25 della legge Falloux, che era stato abrogato, esentava esplicitamente i ministri delle confessioni religiose previste dal Concordato. La completa laicizzazione del corpo docente delle scuole pubbliche, cioè la sostituzione dei membri del clero con insegnanti indipendenti dalla religione, fu raggiunta solo nel 1886 con la legge Goblet.

#### Contenuto dei programmi
Nell'imporre l'istruzione primaria obbligatoria ai bambini, la legge del 28 marzo 1882 stabilì le materie da insegnare. L'elenco era stato precedentemente stabilito dall'articolo 23 della legge Falloux e comprendeva "l'educazione morale e religiosa". La legge del 1882 sostituì questa materia con "educazione morale e civica", eliminando così ogni riferimento alla religione dall'elenco delle materie obbligatorie.
D'altra parte, l'articolo 2 della legge riconobbe esplicitamente il posto dell'insegnamento religioso, ma lo escluse dalle scuole pubbliche. Da un lato, tale insegnamento rimaneva possibile nelle scuole pubbliche, su base facoltativa. D'altra parte, l'insegnamento nelle scuole pubbliche doveva lasciare agli alunni un giorno libero (prima il giovedì, poi il mercoledì) oltre al riposo domenicale: la legge affermava esplicitamente che questo giorno era destinato a consentire ai genitori di impartire ai propri figli un'istruzione religiosa, qualora lo desiderassero. Tuttavia, questa istruzione doveva avere luogo al di fuori delle scuole pubbliche.
Così facendo, la legge distingueva, nel campo dell'istruzione, tra una sfera pubblica in cui vige la neutralità dello Stato e una sfera privata in cui la religione è pienamente accettata. D'altra parte, l'istruzione non poteva sfuggire del tutto alla sfera pubblica, in quanto le materie non religiose erano obbligatorie, anche per gli alunni che non frequentavano le scuole pubbliche.

## Conseguenze delle leggi Ferry

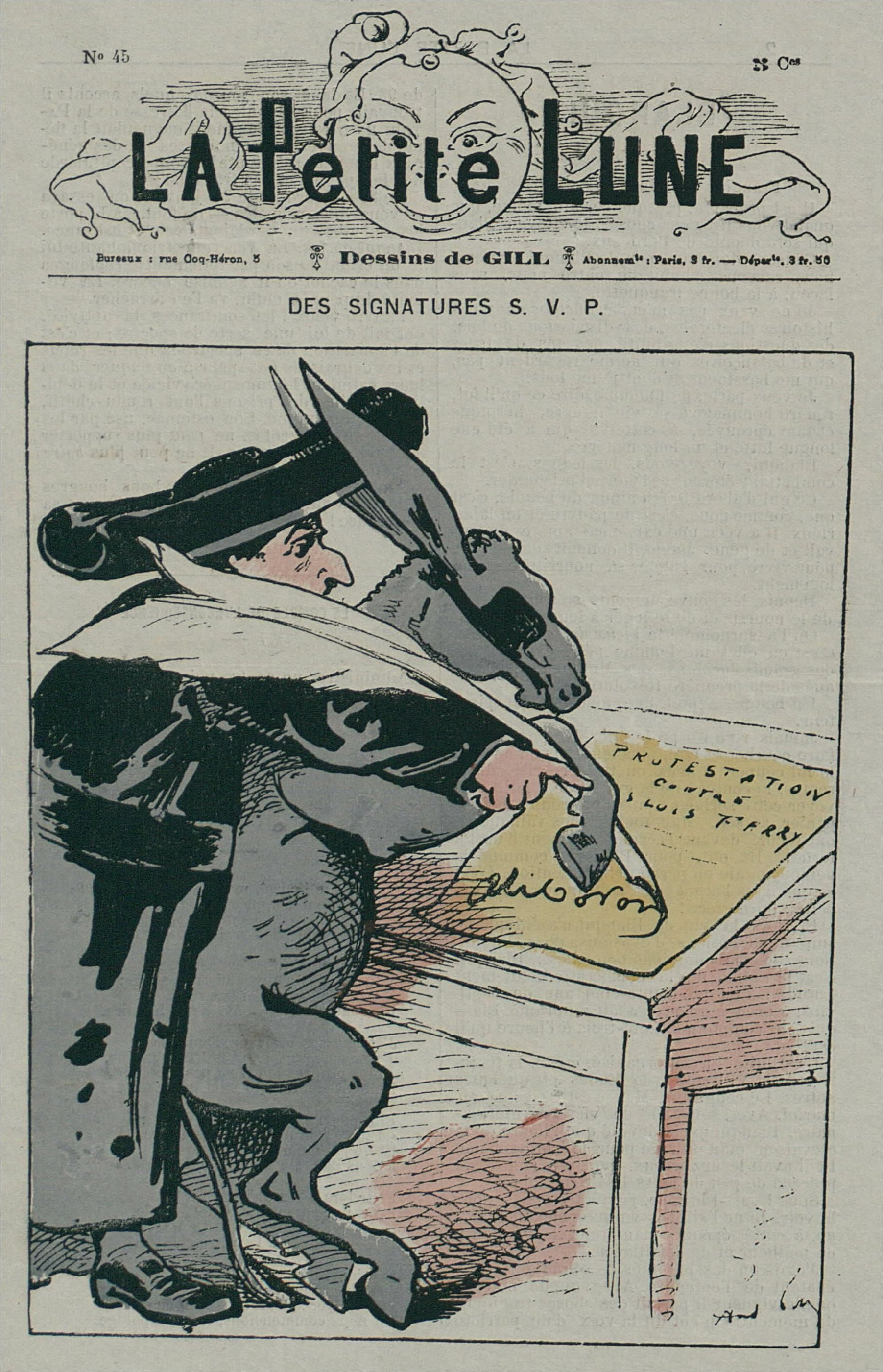
Un prete fa firmare a un asino una protesta contro le leggi Ferry (caricatura di André Gill, 1878-1879).

### Tensioni con i cattolici
Una delle conseguenze immediate della legge del 1882 fu lo scoppio della Prima guerra dei libri di testo, quando vennero messi all'indice alcuni testi di morale laica ostili alle dottrine cattoliche.
Queste tensioni si riaccesero in seguito con la legge del 1904 che aboliva le congregazioni didattiche, seguita poco dopo da una guerra scolastica che sconvolse la Francia tra il 1907 e il 1914.

### Impatto sull'insegnamento
Le leggi Ferry, che costituirono la base della "Repubblica degli insegnanti" (Mona Ozouf e Jacques Ozouf), portarono alla quasi totale iscrizione dei bambini francesi a scuola - e quindi alla loro alfabetizzazione e "francesizzazione" - come parte del progetto illuminista di emancipazione del popolo sovrano.
L'insegnamento è impartito in francese, diffondendo così l'uso della stessa lingua su tutto il territorio nazionale. Era vietato l'insegnamento delle lingue locali (bretone, auvergnat, occitano o arabo e cabilo in Algeria, annessa nel 1848), definite "patois". In questo senso, la scuola laica, gratuita e quasi obbligatoria era, insieme alla coscrizione, uno degli strumenti essenziali della "nazionalizzazione della società" 18 dello Stato, ovvero del consolidamento dello Stato nazionale francese.
Gli insegnanti, gli "ussari neri della Repubblica", furono in seguito uno dei più consistenti sostenitori sociali del Partito Radicale, che dominò la scena politica francese a partire dagli ultimi anni del XIX secolo. La Psychologie des Foules (1895) di Gustave Le Bon, ad esempio, criticava gli insegnanti per la diffusione di "ideologie sovversive" come il socialismo e l'anarchismo.
Le leggi di Jules Ferry abolirono l'insegnamento religioso a scuola. Un giorno alla settimana (il giovedì) fu lasciato libero per consentire alle famiglie che lo desideravano di mandare i propri figli a lezione di catechismo. 

### Impatto più generale sulla laicità in Francia
Le leggi Ferry facevano parte di un movimento volto a neutralizzare lo status religioso dell'istruzione scolastica e a definire il quadro dell'istruzione laica. Sebbene quest'ultima fosse più rigorosa del principio generale della laicità della legge, era comunque una conseguenza di quest'ultimo19. Le leggi Ferry furono quindi una delle prime grandi mosse della secolarizzazione del Paese, vent'anni prima della legge del 9 dicembre 1905 sulla separazione tra Stato e Chiesa.
n effetti, fu in seguito alle leggi Ferry che il termine laïcité si è evoluto fino ad assumere il significato attuale. Se inizialmente il termine "laicità" indicava una persona non religiosa, successivamente apparve come un neologismo nel Dictionnaire de pédagogie et d'instruction primaire di Ferdinand Buisson nel 1887 per indicare i principi sanciti dalle leggi Ferry. Dopo la legge del 1905 fu nuovamente utilizzato per designare l'intero equilibrio giuridico risultante dai primi trent'anni della Terza Repubblica.